# Pseudochirops
Pseudochirops is een geslacht van buideldieren uit de familie der kleine koeskoezen (Pseudocheiridae). De wetenschappelijke naam van het geslacht werd in 1915 gepubliceerd door Paul Matschie.

## Soorten
Er worden 5 soorten in dit geslacht geplaatst:
- Pseudochirops albertisii (Peters, 1874)
- Pseudochirops archeri (Collett, 1884) – Gestreepte koeskoes
- Pseudochirops corinnae (Thomas, 1897)
- Pseudochirops coronatus (Thomas, 1897)
- Pseudochirops cupreus (Thomas, 1897)